# Feel’eM
Feel’eM – dziesiąty minialbum południowokoreańskiej grupy BtoB, wydany 6 marca 2017 roku przez Cube Entertainment. Płytę promował utwór „Movie”. Sprzedał się w nakładzie 75 617 egzemplarzy w Korei Południowej (stan na grudzień 2017).

## Lista utworów
| CD | CD                                                               | CD                                                            | CD                                        | CD                                     | CD      |
| Nr | Tytuł utworu                                                     | Tekst                                                         | Kompozycja                                | Aranżacja                              | Długość |
| -- | ---------------------------------------------------------------- | ------------------------------------------------------------- | ----------------------------------------- | -------------------------------------- | ------- |
| 1. | „Malman hae” (kor. 말만 해, ang. Just Say It)                    | Im Hyun-sik, Lee Min-hyuk, Peniel, Jung Il-hoon, EDEN         | Im Hyun-sik, EDEN                         | Im Hyun-sik, EDEN                      | 3:36    |
| 2. | „Movie”                                                          | Jung Il-hoon, IL, Lee Min-hyuk, Peniel                        | Jung Il-hoon, IL                          | IL, Jung Il-hoon                       | 3:43    |
| 3. | „About Time”                                                     | Lee Min-hyuk, Jung Il-hoon                                    | Lee Min-hyuk, Wynn & Jerry.L (MAJORIG)    | Lee Min-hyuk, Wynn & Jerry.L (MAJORIG) | 3:45    |
| 4. | „Ppalli ttwieo (Rock n Hiphop)” (kor. 빨리 뛰어 (Rock n Hiphop)) | Seo Jae-woo, Kang Dong-ha, Lee Min-hyuk, Peniel, Jung Il-hoon | Seo Jae-woo, Kang Dong-ha, Devine Channel | Seo Jae-woo, Kang Dong-ha              | 3:39    |
| 5. | „Eonjenga (Someday)” (kor 언젠가 (Someday))                      | Im Hyun-sik, Lee Min-hyuk, Peniel, Jung Il-hoon, EDEN         | Im Hyun-sik                               | Im Hyun-sik, Son Young-jin             | 4:47    |

## Notowania
| Lista                    | Pozycja |
| ------------------------ | ------- |
| Gaon Weekly Album Chart  | 2       |
| Gaon Monthly Album Chart | 4       |
| Gaon Yearly Album Chart  | 46      |
| Five Music (Tajwan)      | 7       |
| Billboard World Albums   | 15      |